# Allégorie du Commerce et de l'Agriculture
L'Allégorie du Commerce et de l'Agriculture du Costa Rica, populairement connue aussi comme Allégorie du café et de la banane, est une peinture murale, œuvre de l'italien Aleardo Villa, terminée en 1897 et qui se trouve sur le plafond du Théâtre national du Costa Rica, à San José du Costa Rica.

## Notoriété
C'est une des œuvres d'art le plus admirées du théâtre et probablement la plus emblématique de cette institution, ainsi que la peinture murale la plus connue du pays.  Cette œuvre d'art réussit à saisir l'essence de la vie rurale et économique du Costa Rica de la fin du XIXe et du début du  XXe siècle à partir des monocultures du café et de la banane qui ont exercé une influence déterminante dans le décollement de l'État costaricien pour son insertion dans l'économie mondiale.  Les bateaux du tableau représentent les divers pays destinataires des produits, dont la France. Le détail des filles est emprunté aux aspects de l'imagerie des vendanges d’Europe.
L'œuvre est considérée, au même titre que le théâtre, comme faisant partie de l'identité nationale car c'est une idéalisation harmonieuse de la vie sociale multiethnique. L’auteur développe l’idéal de l’abondance tropicale du pays en représentant la culture du café au niveau de la mer, bien que le café ne pousse pas à cette altitude au Costa Rica.
En 1968, la peinture fut reproduite dans le revers du billet de cinq colons de la série D, lequel a été considéré depuis comme un des plus beaux du monde.  En 2014, la revue américaine USA Today a catalogué le plafond du Théâtre National comme un des dix plus beaux du monde grâce à l'Allégorie du Commerce et de l'Agriculture ainsi que d'autres peintures et ornements de l'institution.